# Édouard Aubertin
Pour les articles homonymes, voir Aubertin.
Édouard Aubertin est un homme politique français né le 21 juillet 1813 à Châlons-sur-Marne (Marne), et, mort le 19 mai 1898 dans le 12e arrondissement de Paris.

## Biographie
Commissionnaire de roulage, il est conseiller municipal de Châlons-sur-Marne et juge au tribunal de commerce. Il est député de la Marne d'avril 1848 à décembre 1851, siégeant à droite, avec les républicains conservateurs. 
Il a été chef du service commercial pour les chemins de fer successivement dans le Bourbonnais de 1856 à 1859, dans les Ardennes de 1859 à 1863 et dans le Nord de 1863 à 1873. Il a été décoré de la Légion d'honneur en 1873 pour ses services exceptionnels pendant le siège de Paris et durant la Commune.

## Sources
- « Édouard Aubertin », dans Adolphe Robert et Gaston Cougny, Dictionnaire des parlementaires français, Edgar Bourloton, 1889-1891 [détail de l’édition]